# San Cesareo
San Cesareo – miejscowość i gmina we Włoszech, w regionie Lacjum, w prowincji Rzym.
Według danych na rok 2004 gminę zamieszkiwało 9441 osób, 429,1 os./km².